# 新州 (萧纪)
新州，中国南北朝时南梁设置的州。
南梁萧纪（552年—553年）置新州，治所在昌城郡昌城县（今四川省三台县）。之後被西魏佔領，北周時，下轄昌城郡、高渠郡、鹽亭郡、通泉郡、玄武郡五郡。隋朝建立時，新州下轄昌城郡昌城县、射洪县，高渠郡高渠县，鹽亭郡鹽亭县，通泉郡通泉县、光漢县。隋文帝開皇十八年（598年），改為梓州。隋煬帝大业三年（607年）改為新城郡